# Pál Szalay
Pál Szalay (Seghedino, 30 giugno 1892 – ...) è stato un velocista, lunghista, allenatore di calcio e calciatore ungherese, di ruolo attaccante.
Partecipò alle Olimpiadi del 1912 nell'atletica leggera, gareggiando nei 100 metri piani, nel salto in lungo e nella staffetta 4×100 metri.

## Carriera

### Giocatore
Fu anche calciatore nella società dell'MTK di Budapest, in Ungheria, dove giocò come interno e ala.

### Allenatore
Conosciuto in Italia come Paolo e talvolta erroneamente come Antonio, ha allenato la Pro Patria in Serie A e la Pistoiese, la Carrarese e il Pisa in Serie B.